# Список дипломатических миссий Тонги

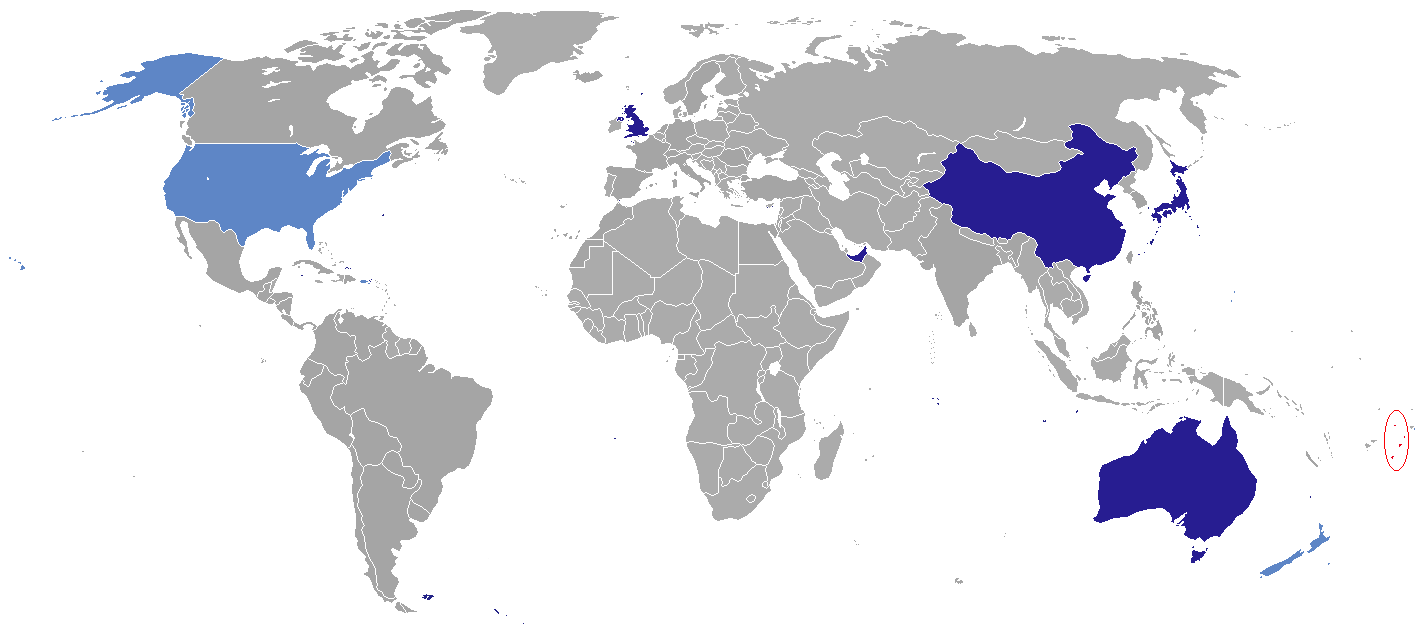
Карта дипломатических миссий Тонги

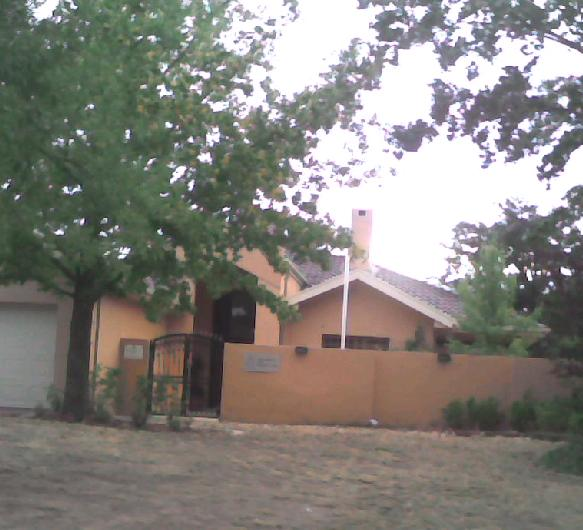
Высшее уполномоченное представительство Тонги в Канберре

Список дипломатических миссий Тонги — перечень дипломатических миссий (посольств) и представительств Тонги в странах мира (не включает почётных консульств).

## Европа
- Великобритания
  - Лондон (высшее уполномоченное представительство)

## Азия
- Китай
  - Пекин (посольство)
- - Токио (посольство)

## Америка
- США
  - Сан-Франциско (генеральное консульство)

## Океания
- Австралия
  - Канберра (высшее уполномоченное представительство)
- Новая Зеландия
  - Веллингтон (высшее уполномоченное представительство)

## Международные организации
- Нью-Йорк (постоянное представительство при ООН)